# Como 1907
Como Calcio 1907 är en fotbollsklubb från orten Como i Italien, där de spelar sina hemmamatcher på Stadio Giuseppe Sinigaglia. Klubben bildades 1907, och har spelat totalt fjorton säsonger i Serie A, senast 2002/2003. Klubben spelar sedan säsongen 2024/2025 åter i Serie A.
Den svenska anfallaren Dan Corneliusson spelade i Como i fem år under 1980-talet. Även IF Elfsborgs klubbchef Stefan Andreasson spelade en säsong i Como 1997/98.

## Kända tidigare spelare
Se också Spelare i Como Calcio
- Stefan Andreasson
- Dan Corneliusson
- Pietro Vierchowod
- Gianluca Zambrotta